# Alberto Iñurrategi
Alberto Iñurrategi (* 3. listopadu 1968 Aretxabaleta) je španělský horolezec. V roce 2002 se stal jedenáctým mužem a druhým Španělem, který dokázal vylézt na všech 14 osmitisícovek. Všechny výstupy uskutečnil bez přídavného kyslíku, alpským stylem, bez šerpů a bez výškových táborů. Podařilo se mu to ve věku 33 let, čímž vyrovnal rekord Mexičana Carlose Carsolia. Na prvních 12 hor vystoupil se svým bratrem Felixem Iñurrategim, který ale při sestupu z Gašerbrumu II zahynul. 
Alberto se narodil ve městě Arechavaleta v Baskicku. Svou první osmitisícovku Makalu zdolal už ve svých 23 letech. O tři roky později dokázal vystoupit na druhou nejvyšší horu světa K2 novou cestou. I další výstupy podnikal obtížnými trasami. Poslední osmitisícovku Annapurnu zdolal roku 2002. V roce 2004 byl oceněn na Kendalském horském filmovém festivalu za film „Hire Himalaya” (česky Tvoje Himálaje), který pojednává o Albertově starším bratru Felixovi.

## Úspěšné výstupy na osmitisícovky
- 1991 Makalu (8465 m n. m.)
- 1992 Mount Everest (8849 m n. m.)
- 1994 K2 (8611 m n. m.)
- 1995 Čo Oju (8201 m n. m.)
- 1995 Lhoce (8516 m n. m.)
- 1996 Kančendženga (8586 m n. m.)
- 1996 Šiša Pangma (8013 m n. m.)
- 1997 Broad Peak (8047 m n. m.)
- 1998 Dhaulágirí (8167 m n. m.)
- 1999 Nanga Parbat (8125 m n. m.)
- 2000 Manáslu (8163 m n. m.)
- 2000 Gašerbrum II (8035 m n. m.)
- 2001 Gašerbrum I (8068 m n. m.)
- 2002 Annapurna (8091 m n. m.)
- 2010 Broad Peak (8047 m n. m.)